# Norman Polmar
Norman Polmar – amerykański analityk, konsultant, publicysta i historyk marynarki wojennej o międzynarodowej reputacji, autor artykułów prasowych publikowanych m.in. w The New York Times, The Times, The Washington Post, Naval Institute Proceedings, Sea Power i Marine Rundschau oraz ponad 30 książek z zakresu marynarki wojennej, okrętownictwa, uzbrojenia oraz taktyki morskiej. Redaktor sekcji takich wydawnictw jak „Jane’s Fighting Ships”, „Ships and Aircraft of the U.S. Fleet”, „World Combat Aircraft Directory”, a także autor bądź współautor „Guide to the Soviet Navy”, „Soviet Naval Development”, „Cold War Submarines”, „The American Submarine” i wielu innych.
Kierował także analitycznymi i historycznymi studiami dla amerykańskiej marynarki wojennej, amerykańskiego Departamentu Obrony, armii Stanów Zjednoczonych, Korpusu Piechoty Morskiej, National Oceanic and Atmospheric Administration oraz amerykańskich i międzynarodowych przedsiębiorstw przemysłu stoczniowego i kosmicznego. W latach 1982–1986 był członkiem naukowego komitetu doradczego sekretarza marynarki Stanów Zjednoczonych (NRAC). Sprawował także funkcję doradcy dyrektora Los Alamos National Laboratory.